# Maarten van der Linden
Maarten van der Linden, född den 9 mars 1969 i Voorburg i Nederländerna, är en nederländsk roddare.
Han tog OS-silver i lättvikts-dubbelsculler i samband med de olympiska roddtävlingarna 1996 i Atlanta.